# Schweriner Philharmonie
Die Schweriner Philharmonie war ein Sinfonieorchester, das von 1946 bis 1992 in Schwerin, Güstrow, Ludwigslust, Wismar, Parchim und in vielen anderen Orten von Mecklenburg-Vorpommern bzw. in den DDR-Bezirken Schwerin, Rostock und Neubrandenburg regelmäßig Konzerte gab. Es ging 1992 teilweise in der Mecklenburgischen Staatskapelle Schwerin auf.

## Geschichte
Fritz Thiede, Kapellmeister am Schweriner Theater, gründete die spätere Schweriner Philharmonie im Herbst 1946 als Mecklenburgisches Landesorchester. Gesellschafter der Orchester-GmbH waren das Land Mecklenburg-Vorpommern (50 %), die Stadt Schwerin (25 %), die Parteien SED, CDU und LDPD sowie der FDGB. In einem Protokoll des Amtsgerichts Schwerin vom 20. September 1946 wurde festgehalten: „Gegenstand des Unternehmens ist die Schaffung und Unterhaltung eines künstlerisch wertvollen Orchesters. Das Orchester soll in allen Städten des Landes Mecklenburg-Vorpommern in erster Linie den oben genannten Körperschaften (gemeint waren die Gesellschafter – D.L.) zur Verfügung stehen und darüber hinaus den Chören, Werkgemeinschaften und dem schaffenden Volke durch gute Musik neue seelische Kräfte vermitteln.“
Das erste Konzert gaben die anfangs 37 Musiker am 9. Oktober 1946 im „Hotel am Zoll“ in Klütz. Gespielt wurden Werke von Beethoven, Grieg, Rossini, Delibes, Tschaikowski, Liszt und Claus Clauberg. In Schwerin debütierte das Orchester am 27. Oktober 1946. Beide Konzerte wurden unter dem Motto „Stimmen der Völker“ angekündigt und begründeten eine Tradition. In jeder Saison war ein Konzertzyklus der Musik eines Landes gewidmet. In späteren Jahren hieß der Zyklus „Musik der Völker“ und stellte z. B. in der Saison 1991/92 aus Anlass des 150. Geburtstages von Antonín Dvořák die tschechische Musik in den Mittelpunkt.
In der Saison 1946/47 bestritt das Orchester, es wurde manchmal in zwei Gruppen aufgeteilt und spielte zeitgleich an verschiedenen Orten, 202 Konzerte für 156.000 Zuhörer. Es interpretierte 397 Werke in 55 Rundfunk-Direktsendungen. Für ihre Arbeit erhielten die Musiker monatlich zwischen 260 und 280 Mark, Fritz Thiede 450 Mark. Die Dirigenten leiteten nicht nur die Aufführungen, sondern vertieften durch Einführungsvorträge zu Leben und Werk des jeweiligen Komponisten das Hörerlebnis. Die Programme boten eine Mischung aus bekannten Werken der Klassik und Romantik.
Trotz der geleisteten musikalischen Pionierarbeit sollte das Orchester nach dem Willen des Landesfinanzministeriums 1950 aufgelöst werden. Die Ökonomen sahen das Orchester als nicht notwendig an. Dagegen wehrte sich das Volksbildungsministerium erfolgreich. Es setzte durch, dass das Mecklenburgische Landesorchester trotz aller Sparmaßnahmen weiter spielen konnte.
Prägte zunächst eine bunte Vielfalt die Programme, so begann 1954 mit der Umbenennung in „Staatliches Sinfonieorchester Schwerin“ ein künstlerischer Profilierungsprozess, den ab 1956 Werner Schöniger als Nachfolger von Fritz Thiede verantwortete. Schöniger leitete das Orchester, das systematisch vergrößert wurde, bis 1967. Ihm folgte bis 1978 Walter König als Chefdirigent.
Unter diesen beiden Chefdirigenten wurden deutliche Schwerpunkte mit dem Spannungsverhältnis von Klassik und Romantik mit der Moderne gesetzt, doch blieb die selbst gestellte Aufgabe, gerade in kulturell wenig begünstigten Regionen die Menschen zu erreichen. Von Beginn an spielte das Orchester für Vorschulkinder, Schüler und Lehrlinge. In manchen Jahren waren es bis zu 60 Konzerte (von der großen Orchesterbesetzung bis hin zu Kammermusikgruppen). Viele Musiker unterrichteten zudem in den Musikschulen oder auch privat.

## Entwicklung zur Philharmonie
1978 berief man Horst Förster zum Chefdirigenten, der diese Position zehn Jahre innehatte. Er strukturierte das Orchester zur Philharmonie um. Diesen Status erkannte man dem Orchester 1980 zu. Neben der kontinuierlichen Auseinandersetzung mit dem musikalischen Erbe und dem zeitgenössischen Schaffen gewann die Rezeption der Musik der vorklassischen Epoche zunehmend an Bedeutung. 1988 verließ Horst Förster Schwerin. Bis 1990 leitete Wolfgang Friedrich, er hatte in Meiningen begonnen und gehörte seit 1980 als 1. Kapellmeister zum Orchester, die Philharmonie. In der Saison 1990/91 war Tilo Lehmann Chefdirigent. 1991/92 übernahm wieder Wolfgang Friedrich die Verantwortung.
Aus dem Inland, aus europäischen Ländern und aus Übersee standen namhafte Gastdirigenten am Pult, wie etwa Rudolf Neuhaus, Heinz Fricke, Adolf-Fritz Guhl, Robert Hanell, Sheldon Morgenstern, John Carewe, Roberto Benzi und Pierre-Dominique Ponelle. Auch zahlreiche  in- und ausländischen Solisten wie Helge Rosvaenge, Bogna Sokorska, Annerose Schmidt, Siegfried Stöckigt, Burkhard Glaetzner (der auch dirigierte), Ulf Hoelscher und Mischa Maisky wirkten mit. Jungen Talenten bot die Philharmonie regelmäßig Auftrittschancen, so z. B. der Geigerin Antje Weithaas. Die Schweriner Philharmonie gehörte zu den mittleren Orchestern, die in der DDR nur selten die Chance bekamen, im Ausland zu gastieren. Sie reiste nach Polen, Bulgarien und Ungarn, spielte nach 1990 in den Niederlanden. In deutschen Musikzentren wie Leipzig, Berlin oder Hamburg war das Orchester des Öfteren zu Gast.
Allein in den ersten zehn Jahren seines Bestehens führte das Orchester die Werke von 64 Komponisten auf, die noch lebten bzw. zur klassischen Moderne zu zählen sind: Bartók, Chatschaturjan, Egk, Lutosławski, Prokofjew. Am 27. November 1991 fand die letzte Uraufführung durch die Philharmonie statt. Erstmals war die zweite Fassung des Konzerts für drei Trompeten von Siegfried Matthus zu hören. Solisten waren die Brüder Bernhard, Wolfgang und Hannes Läubin.
Die Stadtvertreter Schwerins beschlossen am 19. Juli 1991 mit knapper Mehrheit die Auflösung der Philharmonie zum 31. Juli 1992. Proteste der Musiker, der Schweriner Bevölkerung und von auswärtigen Künstlerkollegen halfen nichts. Oberbürgermeister Johannes Kwaschik ließ verlauten: „Das Philharmonische Landesorchester wird zum 31. Juli 1992 aufgelöst. Von Seiten der Stadt werden alle möglichen Schritte unternommen, Perspektiven zu suchen und sozialverträgliche Lösungen. Zu diesen Bemühungen gehören Verhandlungen mit dem Land Mecklenburg-Vorpommern und den Kommunen und Kreisen, die bisher Spielstätten waren.“ Die Betroffenen erfuhren per Zufall wenige Wochen vor der entscheidenden Abstimmung von der geplanten Abwicklung.